# Thescelosaurus
Thescelosaurus („úžasný ještěr“) byl rod menšího až středně velkého býložravého ornitopodního dinosaura, žijícího na konci křídové periody na západě Severní Ameriky. Patřil tak k posledním žijícím druhohorním dinosaurů z tzv. Lancijské fauny.

## Historie
Tato skupina teropodů byla poprvé objevena a vědecky definována na základě fosilií objevených na území kanadské provincie Alberty v 70. a 80. letech 19. století. Druh T. neglectus byl formálně popsán americkým paleontologem Charlesem W. Gilmorem roku 1913. Pochybný rod Bugenasaura, formálně popsaný roku 1995, spadá pravděpodobně rovněž do rodu Thescelosaurus.
Blízce příbuzným rodem byl také mírně starší severoamerický rod Parksosaurus, formálně popsaný v roce 1937. Podle odborné práce z roku 2024 byly vývojově příbuznými taxony zejména další severoamerické rody Oryctodromeus a Fona.

## Popis
Dospělý Thescelosaurus byl asi 3 až 4 metry dlouhý a kolem 90 kilogramů vážící býložravý nebo všežravý dinosaurus, žijící v ekosystémech severoamerické nejpozdnější křídy. Podle jiného odhadu byl však mohutnější a dosahoval hmotnosti kolem 340 až 360 kilogramů. Šlo o poměrně primitivního, pevně stavěného ornitopoda. Je znám z osmi koster a dalších neúplných pozůstatků. V současnosti je už však k dispozici přinejmenším jedná velmi kompletní rekonstruovaná kostra. Žil před zhruba 68 až 66 miliony let, patřil tedy k posledním žijícím neptačím dinosaurům. Fosilie tohoto dinosaura byly objeveny na západě Severní Ameriky (souvrství Hell Creek, souvrství Horseshoe Canyon, souvrství Lance, souvrství Frenchman a souvrství Ferris).
Proti ornitopodům typu hypsilofodonta měl Thescelosaurus silnější přední končetiny a zřejmě chodil většinou po čtyřech. Na zadní končetiny se vztyčil, jen když unikal před nebezpečím, i když stavba jeho končetin nasvědčuje, že moc rychlý nebyl. Pravděpodobně dokázal svými silnými předními končetinami aktivně hrabat nory. Chybějící agilitu mu pravděpodobně nahrazoval kostěný pancíř na hřbetě, kterým zřejmě disponoval. Navzdory své primitivnosti, kterou prozrazují zuby na přední části horní čelisti i počet prstů na nohách, býval až překvapivě hojný a rozšířený, zřejmě po celé dnešní Severní Americe na úplném sklonku éry dinosaurů.

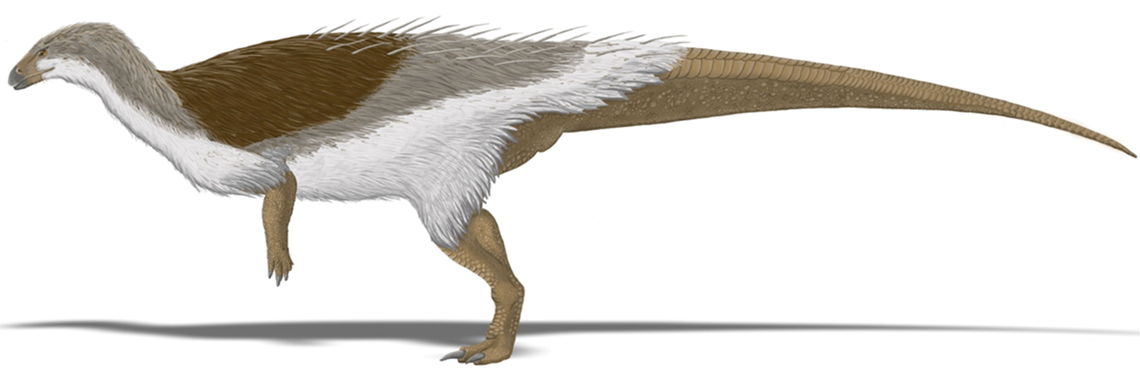
Thescelosaurus - rekonstrukce s tělesným opeřením

Předkem tohoto dinosaura mohl být zhruba o 30 milionů let starší druh Nevadadromeus schmitti.

## Neobvyklé objevy
U jednoho zkamenělého jedince thescelosaura, který dostal přezdívku „Willo“, se zachovalo údajně dokonce i zkamenělé srdce, které mnohem více připomínalo srdce ptáků než plazů, což indikuje tvora s tělesnou teplotou nezávislou na teplotě okolí (o tomto objevu však panují pochyby). Novější výzkum naznačuje, že jde spíše o kamennou konkreci než o skutečný zkamenělý srdeční sval.
V roce 2022 byl oznámen objev fosilizovaných otisků kůže ceratopsida rodu Triceratops a menšího ornitopodního dinosaura (možná právě rodu Thescelosaurus) s velmi dobře dochovanou zadní končetinou (v původním objemu) na paleontologické lokalitě Tanis v Severní Dakotě.
Studie publikovaná koncem roku 2023 dokládá, že mozek thescelosaurů byl adaptován pro způsob života zahrnující hrabání nor. Jedná se patrně o první podpůrný argument pro norování u neptačích dinosaurů z hlediska neurologie.

## Nový druh
V listopadu roku 2011 byl popsán nový druh tohoto ornitopoda, T. assiniboiensis (druhové jméno bylo stanoveno na počest indiánského kmene stejného jména).